# Begoña Blasco Laffón
Begoña Blasco Laffón (Teruel, 30 d'abril de 1960) és una exgimnasta rítmica espanyola. Va assolir la medalla de bronze en cinta en el Campionat Mundial de Madrid el 1975. Aquest mateix any es va convertir en la primera campiona d'Espanya absoluta.

## Biografia esportiva

### Etapa en la selecció nacional
Va formar part de la primera selecció nacional de gimnàstica rítmica d'Espanya, creada per la Reial Federació Espanyola de Gimnàstica el 1974. La seleccionadora de l'equip era la búlgara Ivanka Tchakarova, que comptava amb l'ajuda com a entrenadora de Carmen Algora. En un primer moment van entrenar al gimnàs de la Delegació Nacional d'Esports, on no hi havia moqueta, i posteriorment van passar al Gimnàs Moscardón de Madrid. També van realitzar diverses concentracions abans de les competicions, com les que van tenir a Pontevedra, Sofia i Varna. El 1974 va participar en la trobada Espanya-Itàlia a Madrid, la seva primera competició internacional.

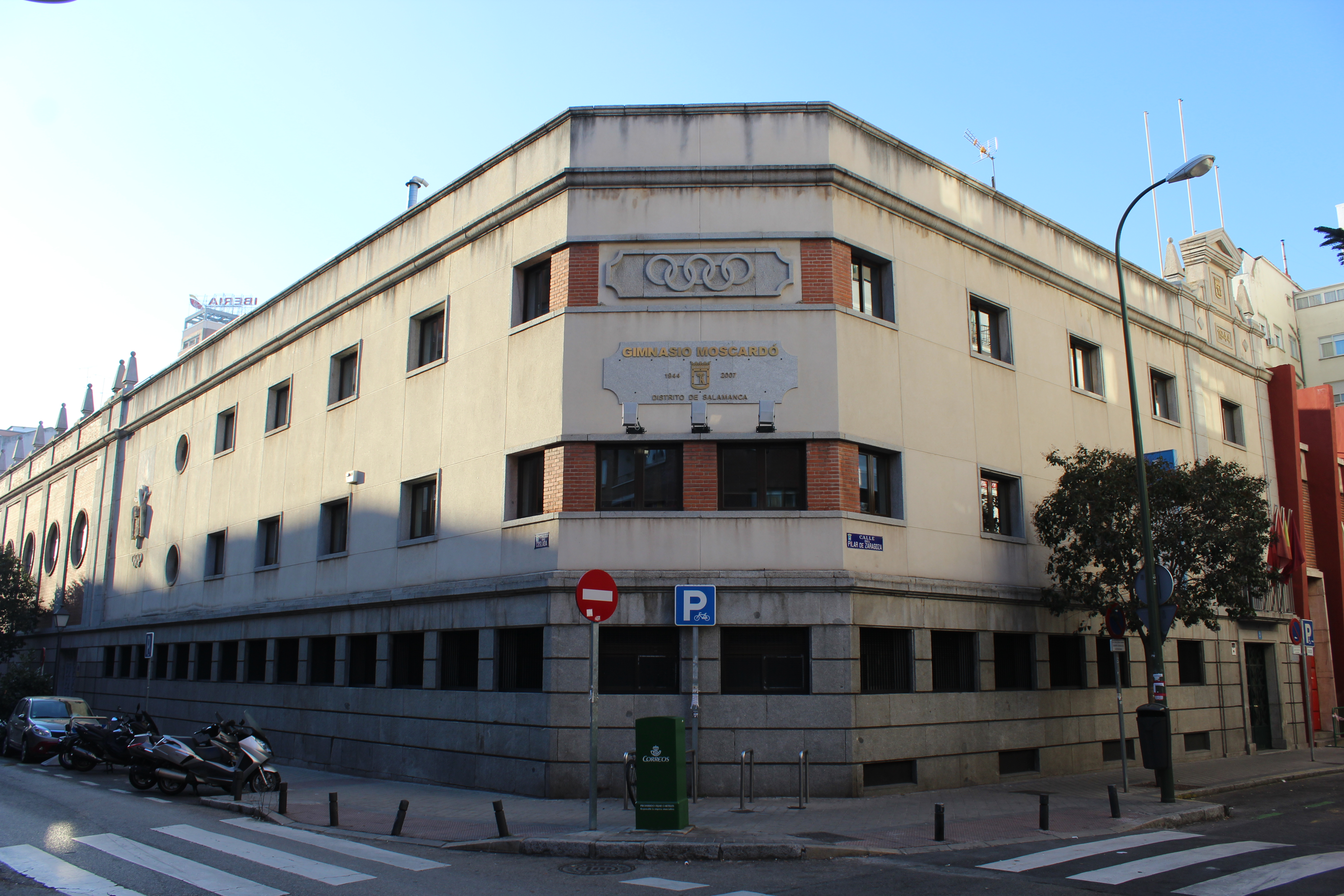
El Gimnàs Moscardón, al districte de Salamanca (Madrid), va ser el lloc d'entrenament de la selecció nacional de gimnàstica rítmica fins al 1997
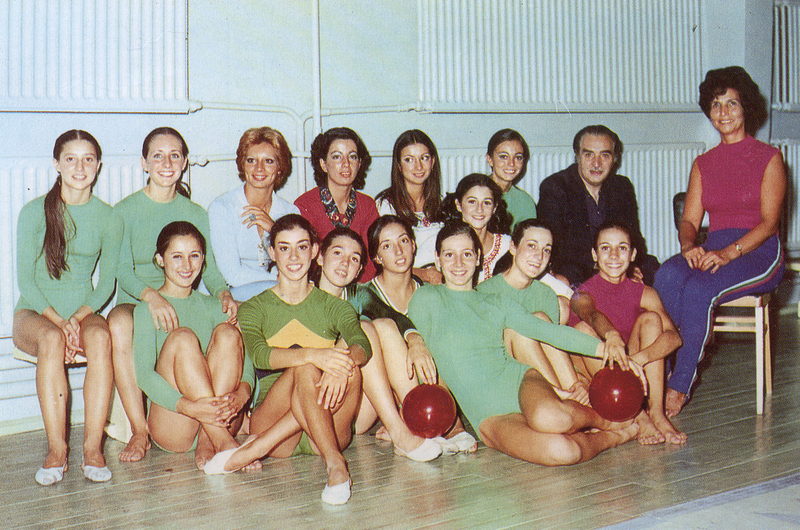
Begoña (asseguda a terra, tercera a la dreta) amb la selecció nacional (1975)

A finals d'abril de 1975, va disputar el I Campionat d'Espanya de gimnàstica rítmica, celebrat a Madrid. En el mateix es va convertir en la primera campiona d'Espanya absoluta, superant a Maria Jesús Alegre i África Blesa. En les finals per aparells va ser bronze en cèrcol, or en maces, bronze en cinta, i novament bronze en corda. Al maig de 1975 va participar amb Alegre i Blesa en el torneig de Corbeil-Essonnes i la Copa Stoudenska Tribouna de Sofia.
El 24 de novembre de 1975, en el Campionat del Món de Madrid, va assolir la medalla de bronze a la final de cinta i l'11è lloc a la general. Les altres representants espanyoles al Mundial van ser María Jesús Alegre, África Blesa i el conjunt espanyol. Encara que l'inici de la competició estava inicialment previst per al 20 de novembre, va haver de ser retardat a causa de la mort de Francisco Franco. En una Copa d'Europa no oficial disputada Viena a l'abril de 1976 on van acudir les individuals de la selecció, va ser 10a. Al maig va tornar a acudir amb la resta d'individuals a la Copa Stoudenska Tribouna de Sofia. En el II Campionat d'Espanya de gimnàstica rítmica, disputat novament a Madrid aquest any, no va poder repetir el títol nacional i va ser medalla de plata en la general per darrere de Maria Jesús Alegre. Aquest any va participar amb les seves companyes en una exhibició a l'obertura dels Jocs Olímpics de Mont-real 1976.
Al maig de 1977 va tornar a la Copa Stoudenska Tribouna de Sofia, on va ser 25a a la general. A l'octubre de 1977 va participar en el Campionat del Món de Basilea, on va obtenir el 22è lloc a la general. Al desembre de 1977 va tornar a ser subcampiona d'Espanya per darrere de Maria Jesús Alegre en el Campionat d'Espanya Individual de gimnàstica rítmica de Gijón.

### Retirada de la gimnàstica
Begoña és en l'actualitat Doctora en Ciències Físiques per la Universitat Complutense de Madrid i, des de 1984, professora titular de l'Escola Tècnica Superior d'Arquitectura de Madrid, pertanyent a la Universitat Politècnica. Ha publicat llibres com Fonaments físics de l'edificació I (2006), Fonaments físics de l'edificació I: exercicis resolts (2006) i Fonaments físics de l'edificació II (2008). Ha completat la seva formació mitjançant l'estudi dels processos d'ensenyament-aprenentatge dels alumnes més capaços que presenten fracàs escolar, desenvolupant el curs d'Expert Universitari en Diagnòstic i Educació dels Alumnes amb Alta Capacitat a la UNED. Sobre aquest tema, Blasco coordina un grup d'Innovació Educativa a la Universitat Politècnica (Grup ALCIN: Formació i suport a joves d'alta capacitat intel·lectual).

## Palmerès esportiu

### Selecció espanyola
| 1975 - Campionat del Món de Madrid 11è lloc en concurs general Bronze en cinta 1976 - Copa d'Europa de Viena (no oficial) 10è lloc en concurs general 1977 - Copa Stoudenska Tribouna de Sofia 25è lloc en concurs general - Campionat del Món de Basilea 22è lloc en concurs general |